# Bastiglia
Bastiglia är en ort och kommun i provinsen Modena i regionen Emilia-Romagna i Italien. Kommunen hade 4 263 invånare (2018).